# Condado de Nicholas (Virgínia Ocidental)
O Condado de Nicholas é um dos 55 condados do estado norte-americano da Virgínia Ocidental. A sede do condado é Summersville, que é também a sua maior cidade. O condado tem uma área de 1694 km² (dos quais 16 km² estão cobertos por água), uma população de 26 562 habitantes, e uma densidade populacional de 12 hab/km² (segundo o censo nacional de 2000). O condado foi fundado em 1818 e recebeu o seu nome em homenagem ao político Wilson Cary Nicholas (1761-1820), que foi senador pelo estado da Virgínia e governador da Virgínia entre 1814 e 1816.